# نقش‌مایه

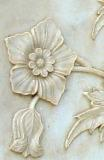
نقش‌مایه گیاهی در تاج‌محل

نقش‌مایه یا موتیف (انگلیسی: Motif) عنصری است که به صورت الگو یا تصویر در بافت یک اثر هنری به کار رفته و گاه تکرار می‌شود.
کلمه موتیف از زبان فرانسه آمده‌است. موتیف به‌طور کلی در واقع چکیده‌نمایی از صورت طبیعت و رسیدن به صور ساده است. موتیف در نقاشی، هنرهای تجسمی، نمایشی، ادبیات، موسیقی و معماری بکار می‌رود، و در علوم مختلف می‌تواند شناسه‌های فرهنگی خود را داشته باشد. با کمی مطالعه در موتیف‌های مختلف می‌توان دریافت که از چه نمادها یا ریشه‌های تصویری در فرهنگشان استفاده شده‌است. نقش مایه در هر رشته علمی و هنری، دارای تعریف و مفهومی متفاوت است، اما در اصل در بطن تمامی تعاریف و رشته‌ها، در نهایت مفهوم الگوسازی ست. از زمان باستان تاکنون، نقش مایه در معماری، یکی از پرکاربردترین اصول الگوسازی در طراحی معماری بوده‌است.
در زبان فارسی موتیف را بن‌مایه، نقش‌مایه یا درون‌مایه ترجمه کرده‌اند. این اصطلاح یکی از اصطلاحات کاربردی و متداول در ادبیات، هنر و مهندسی ست.

## نگارخانه

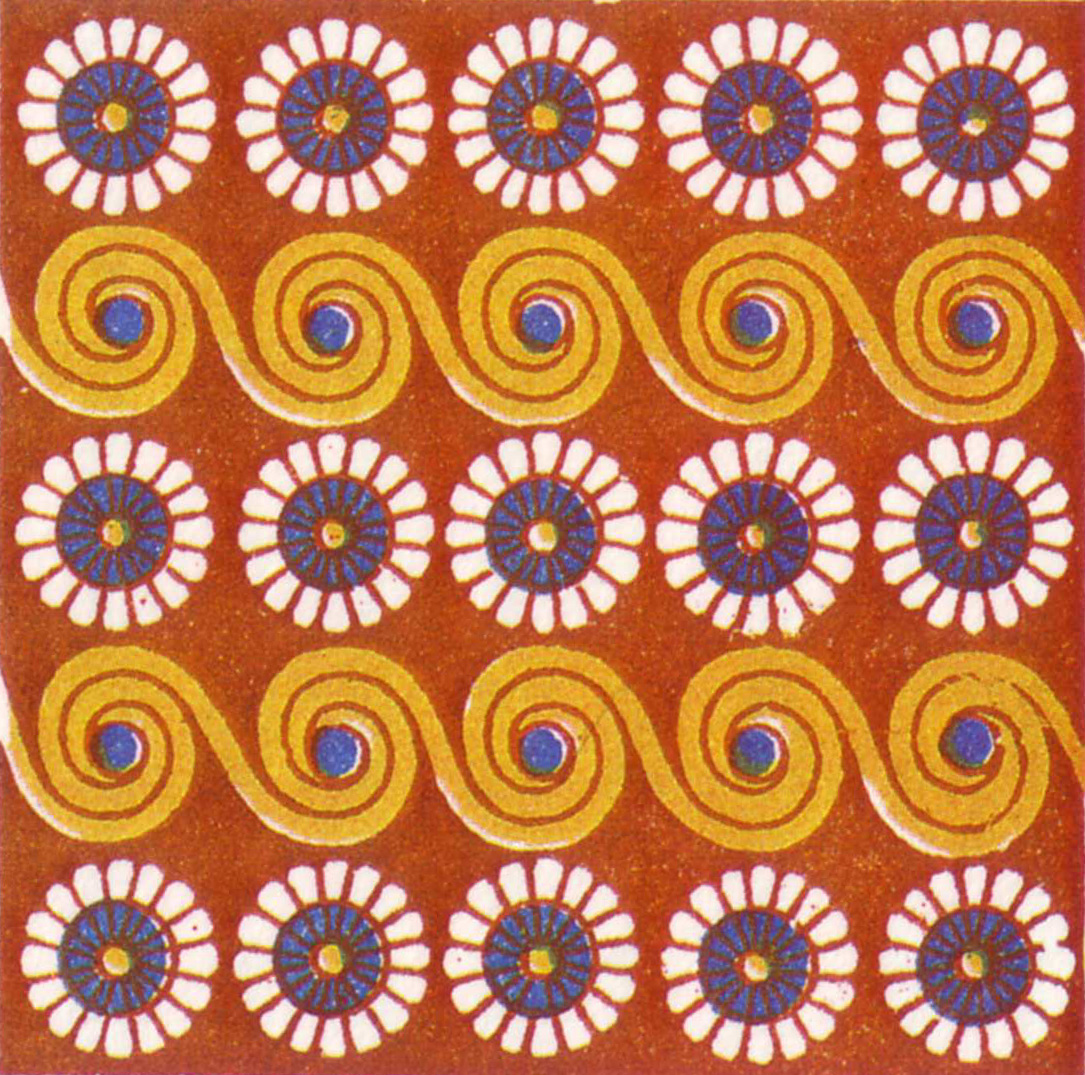
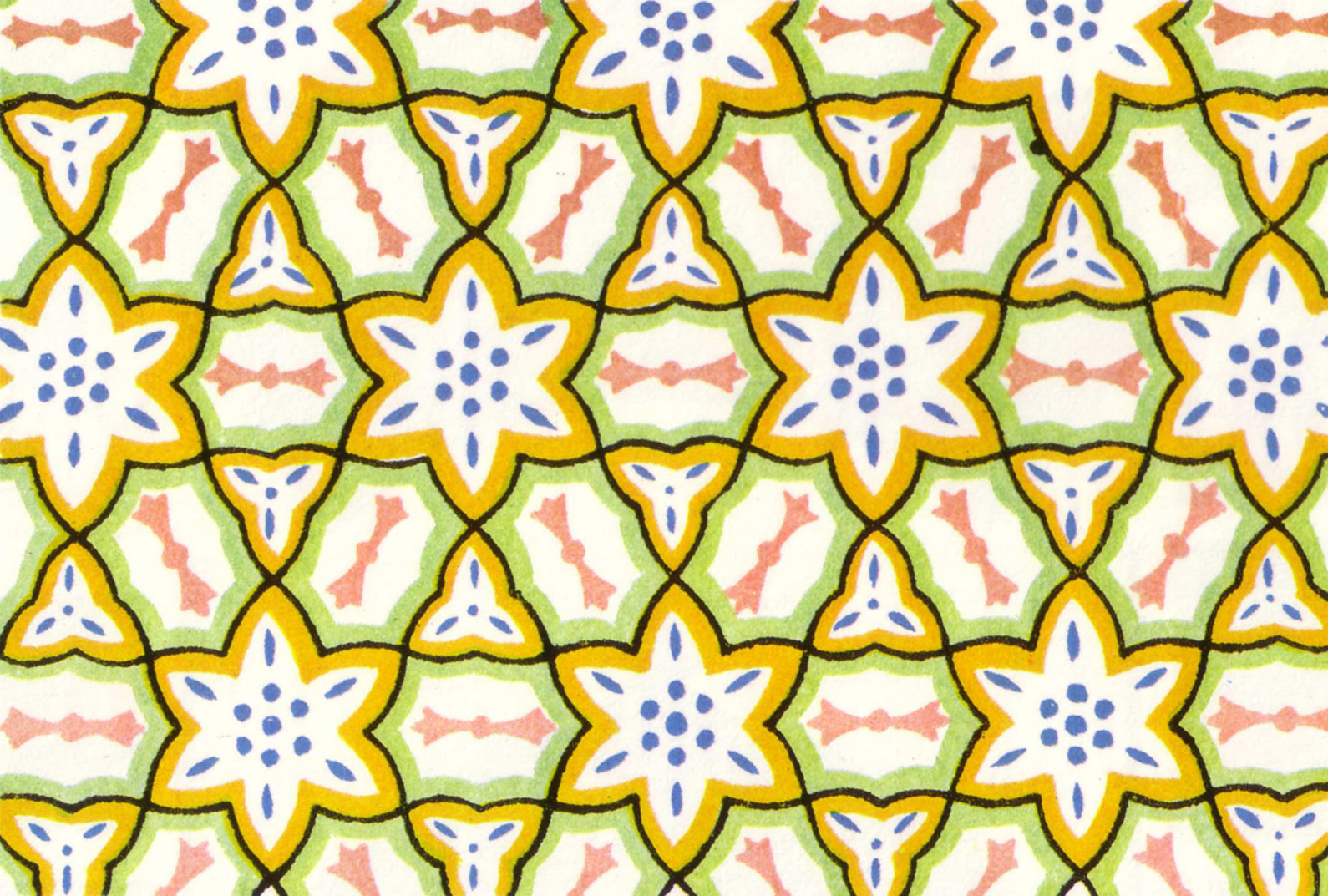
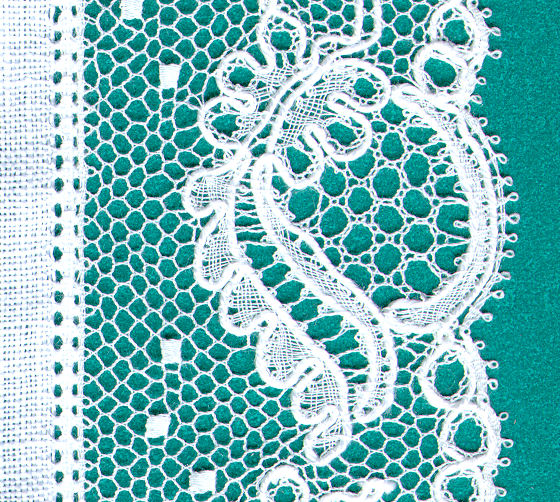
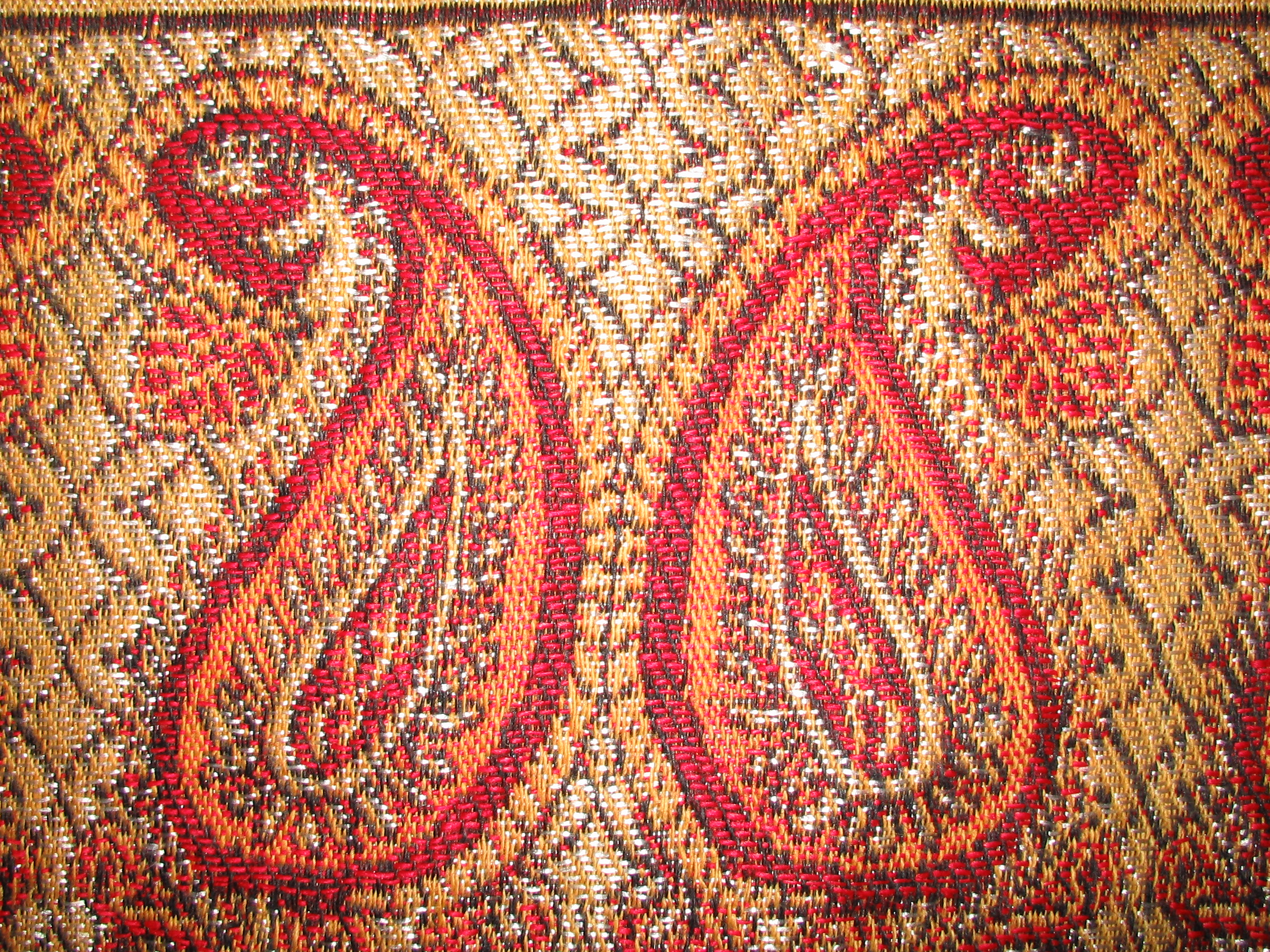
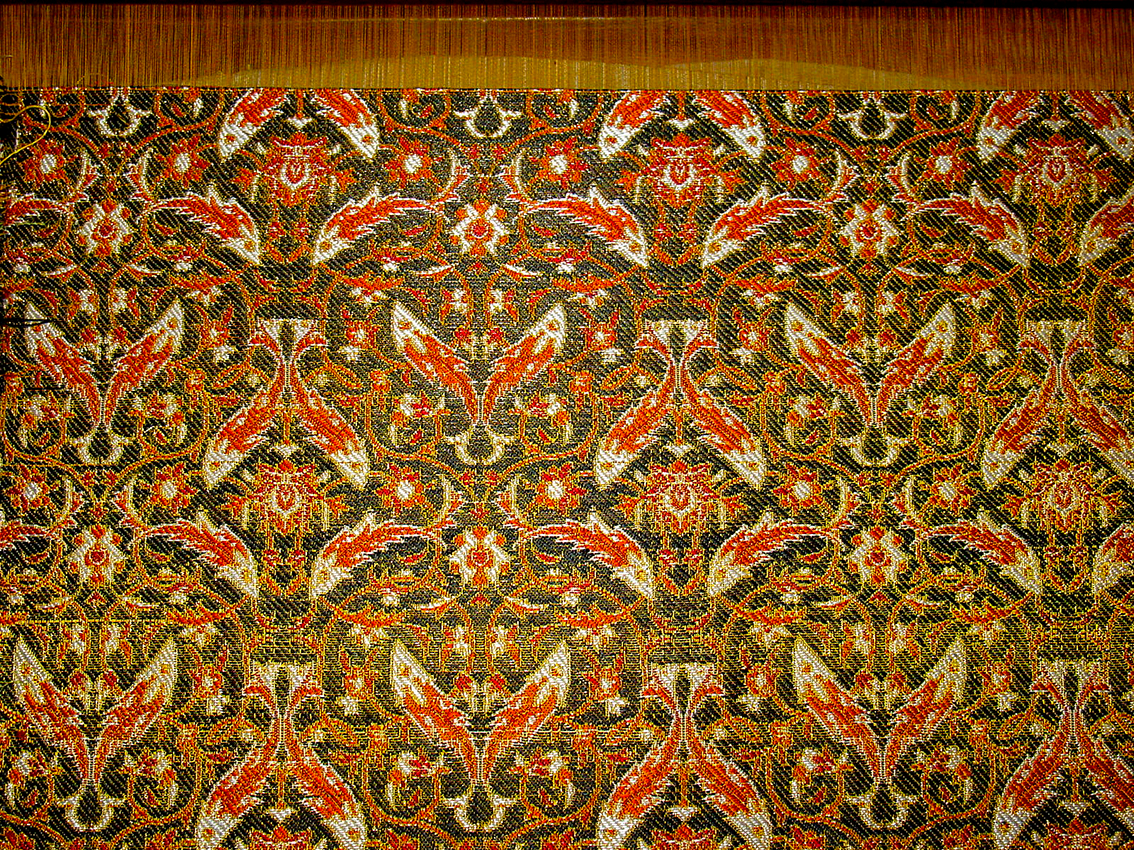
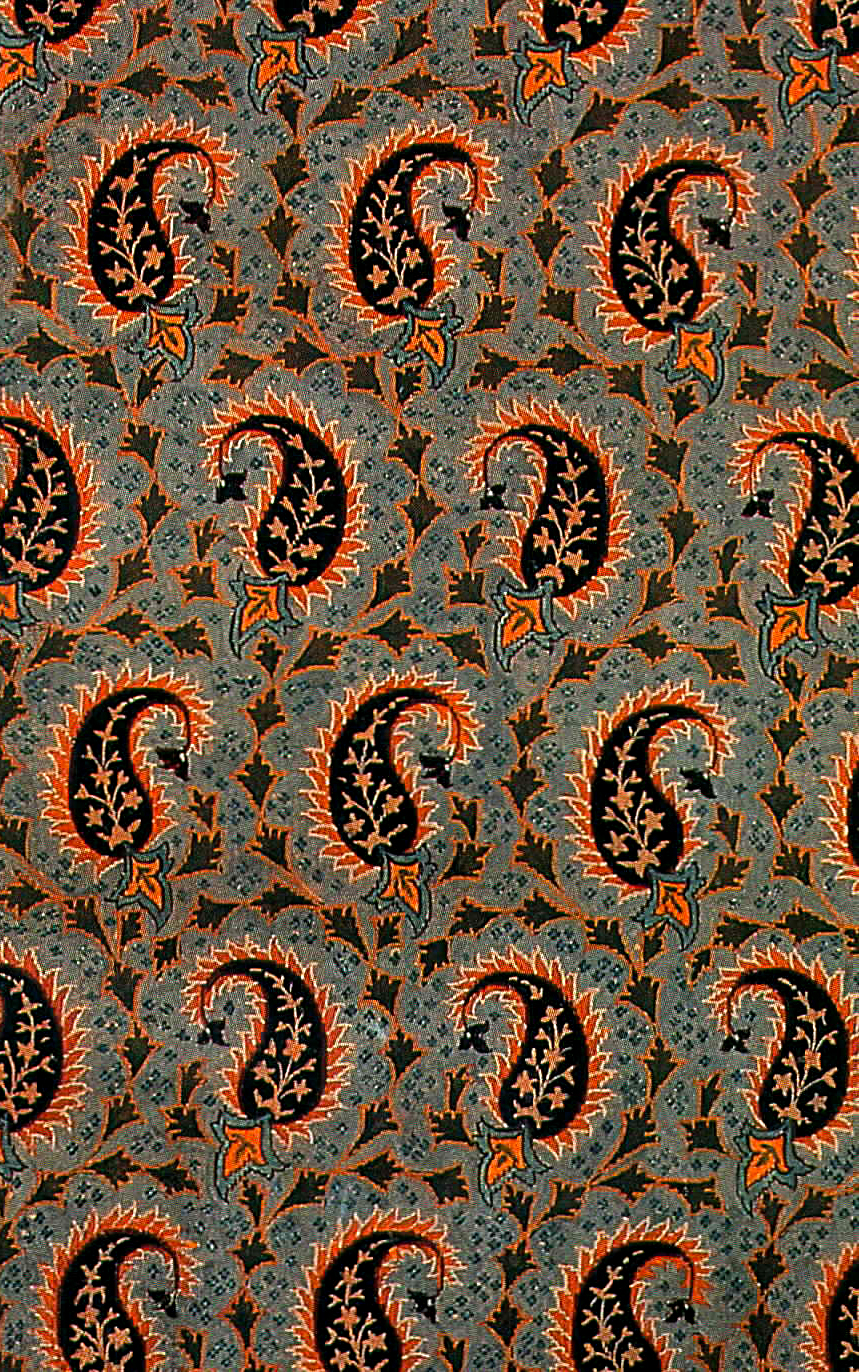
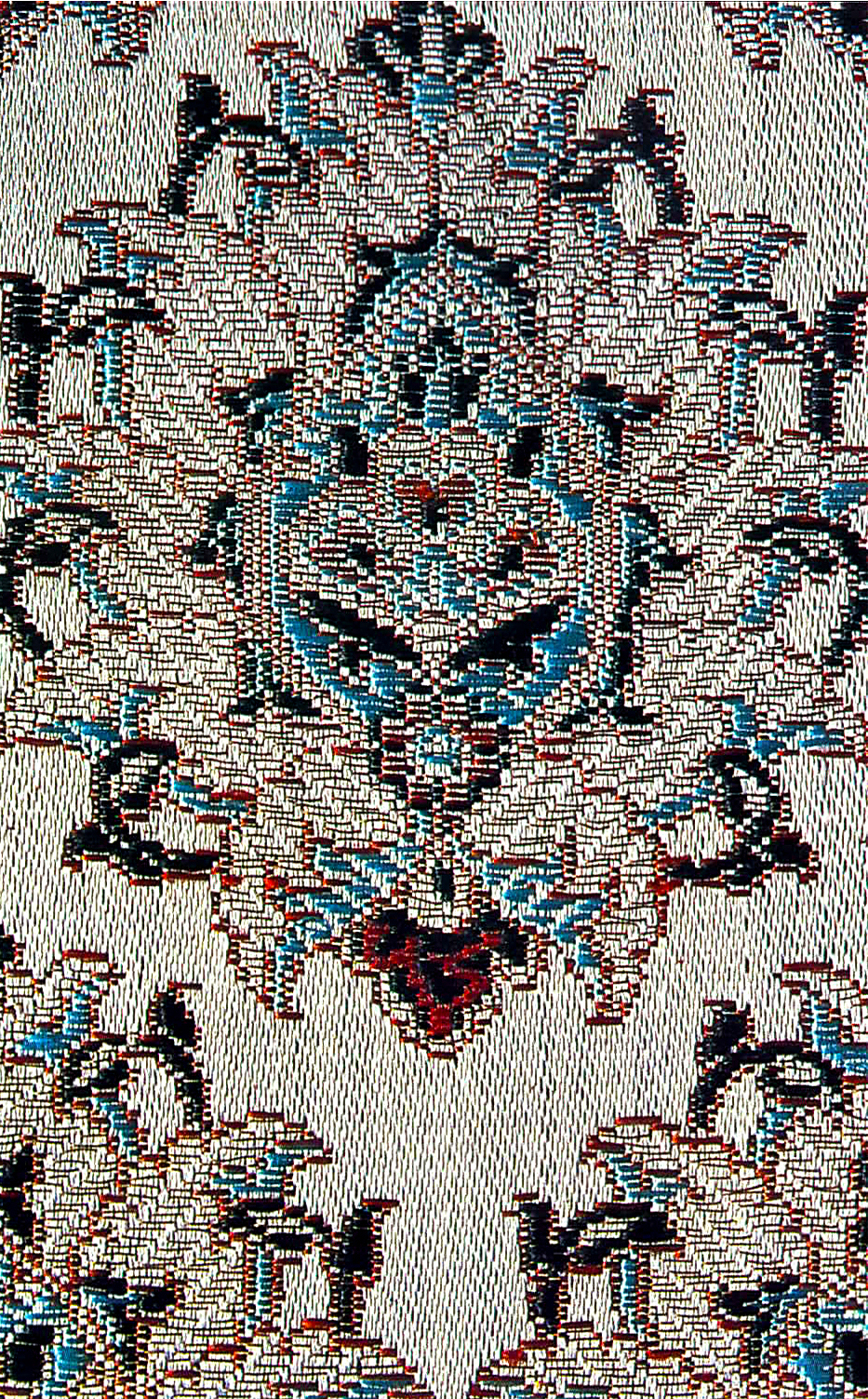
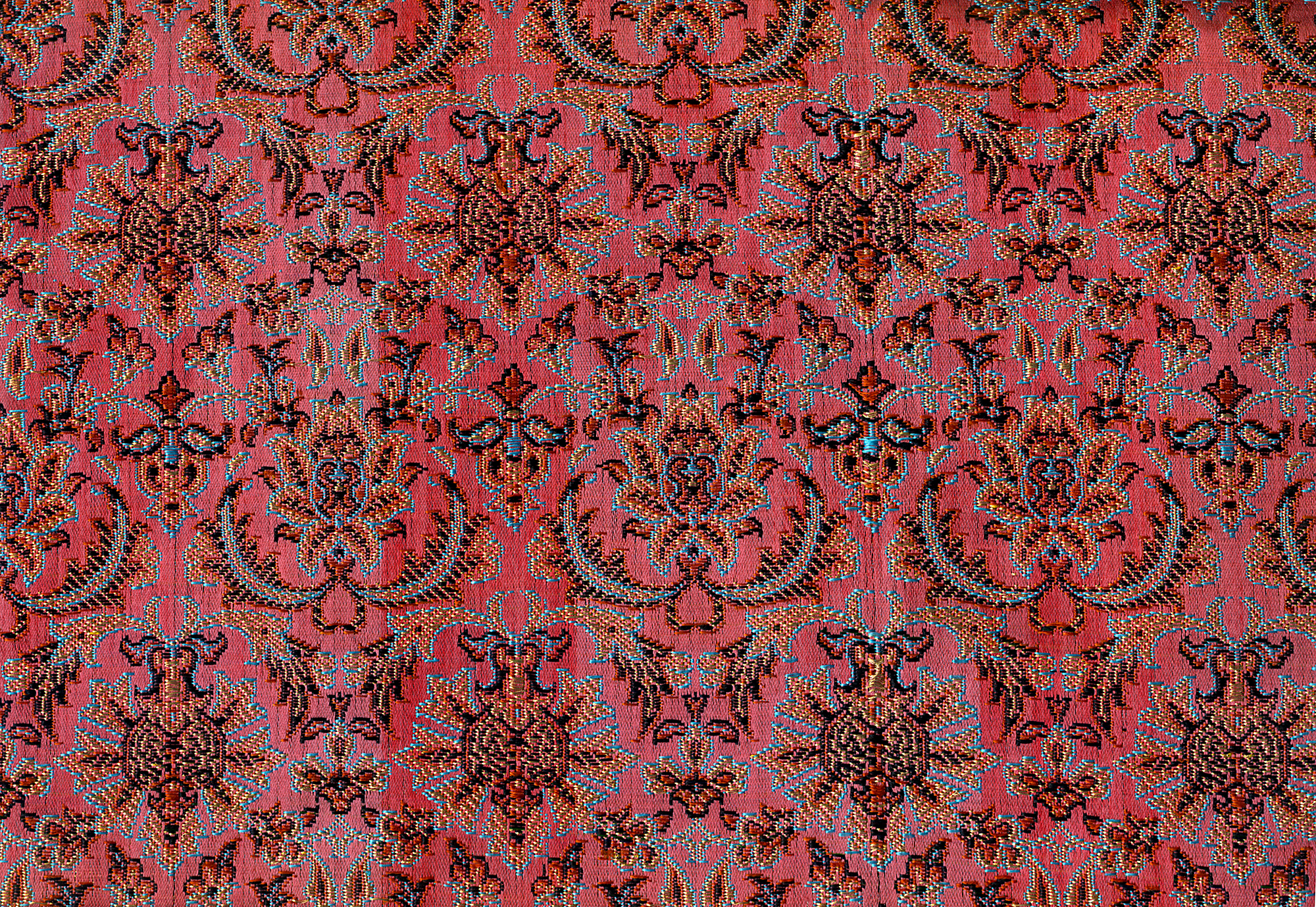
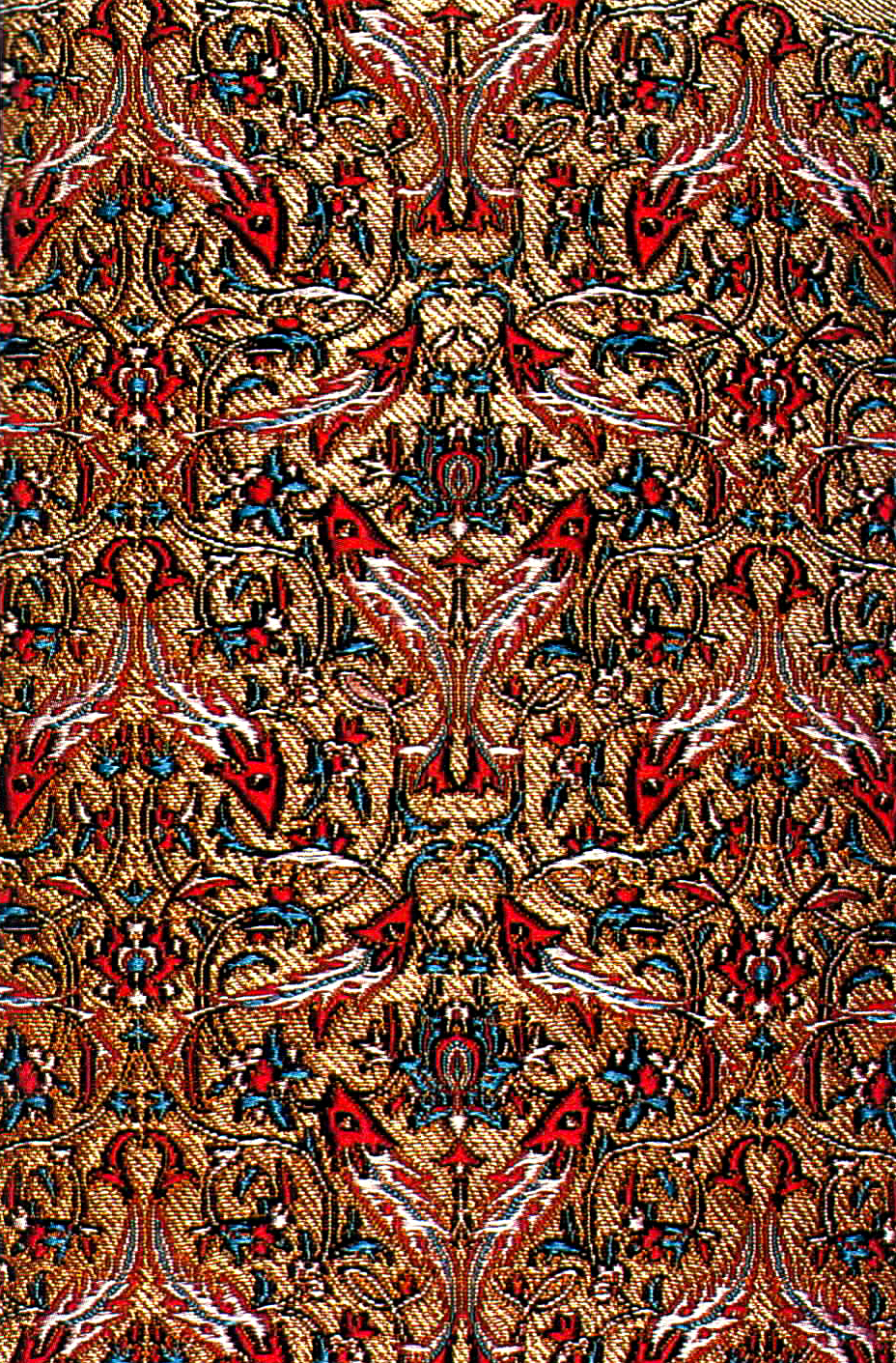
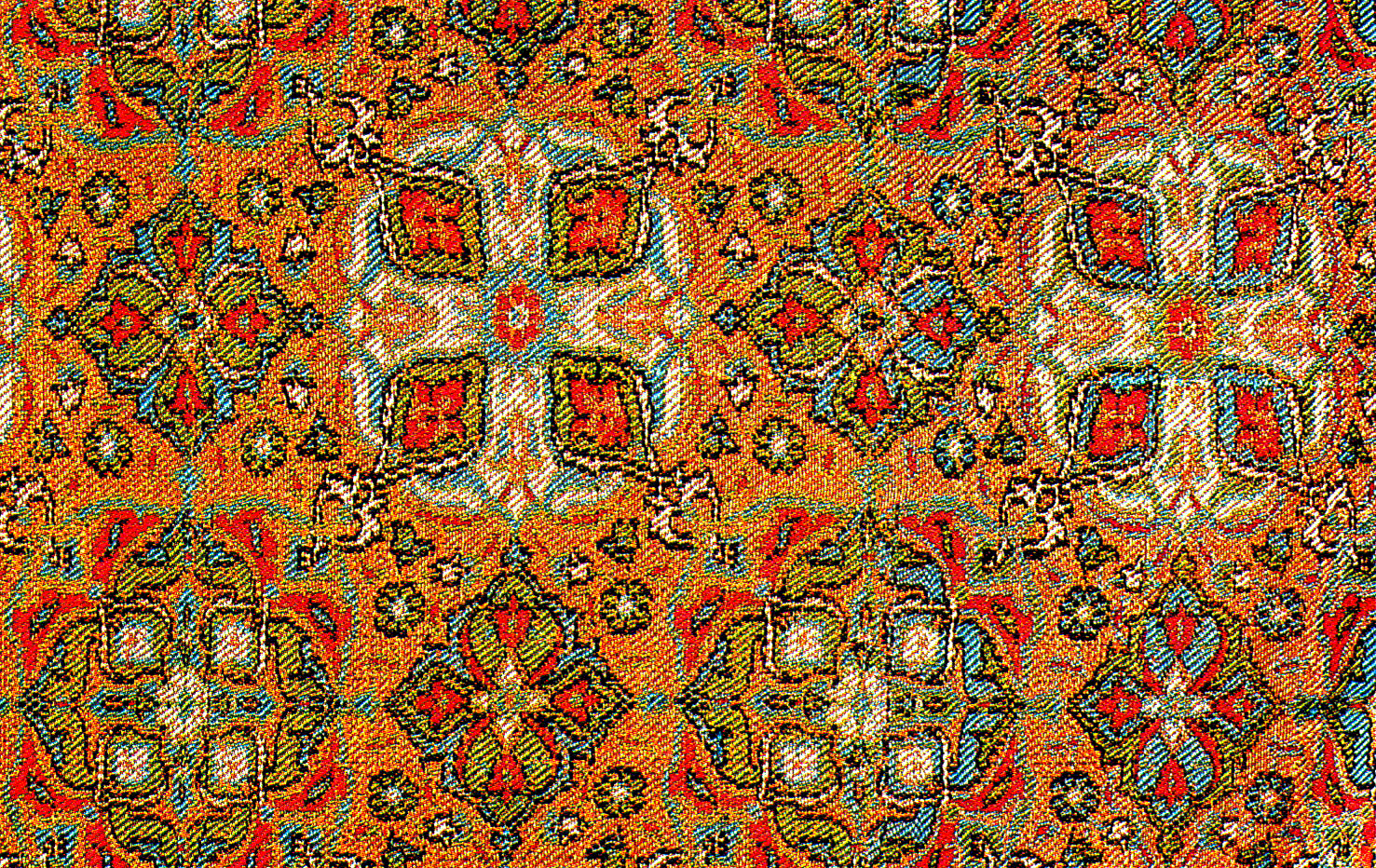
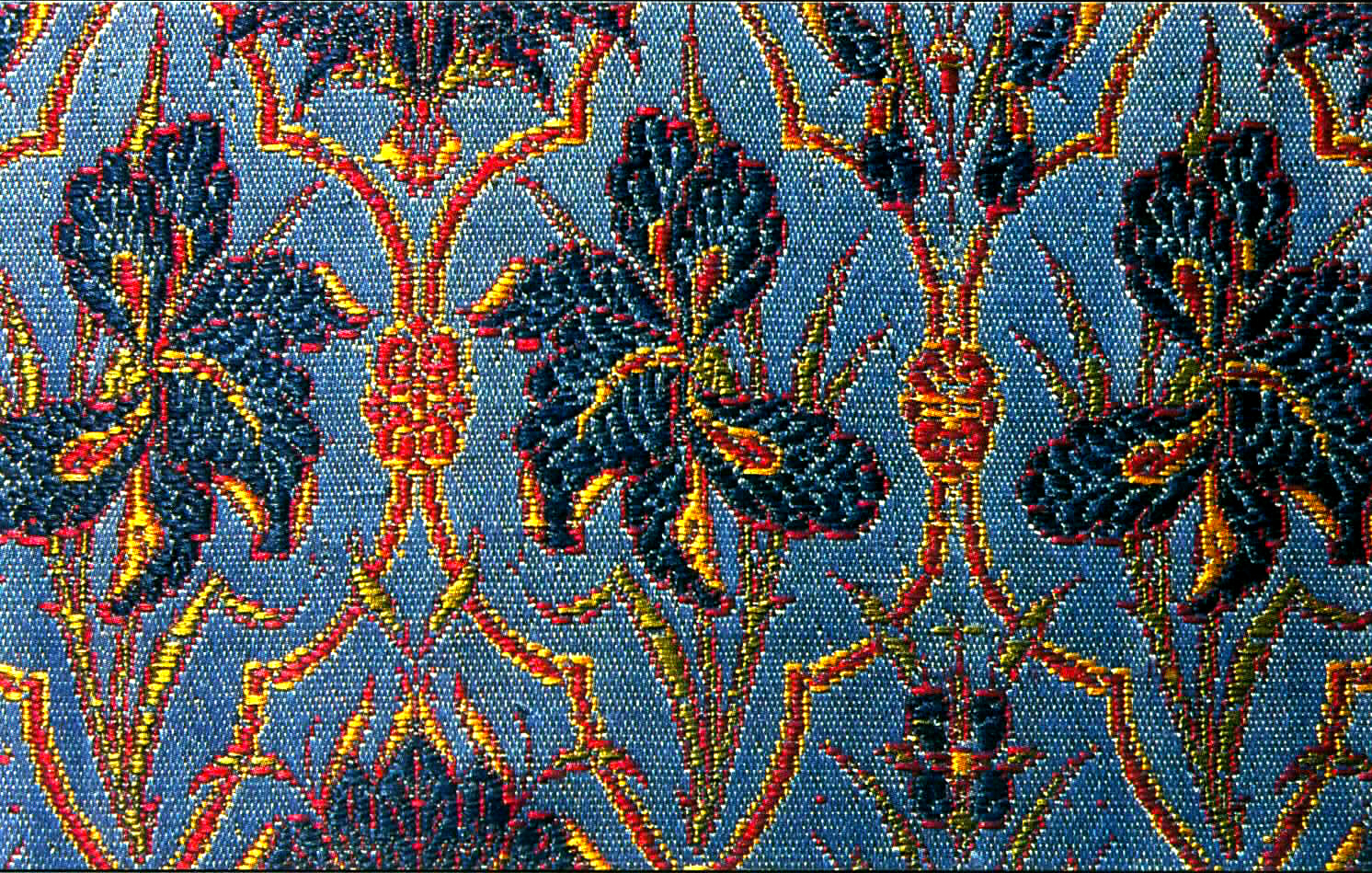
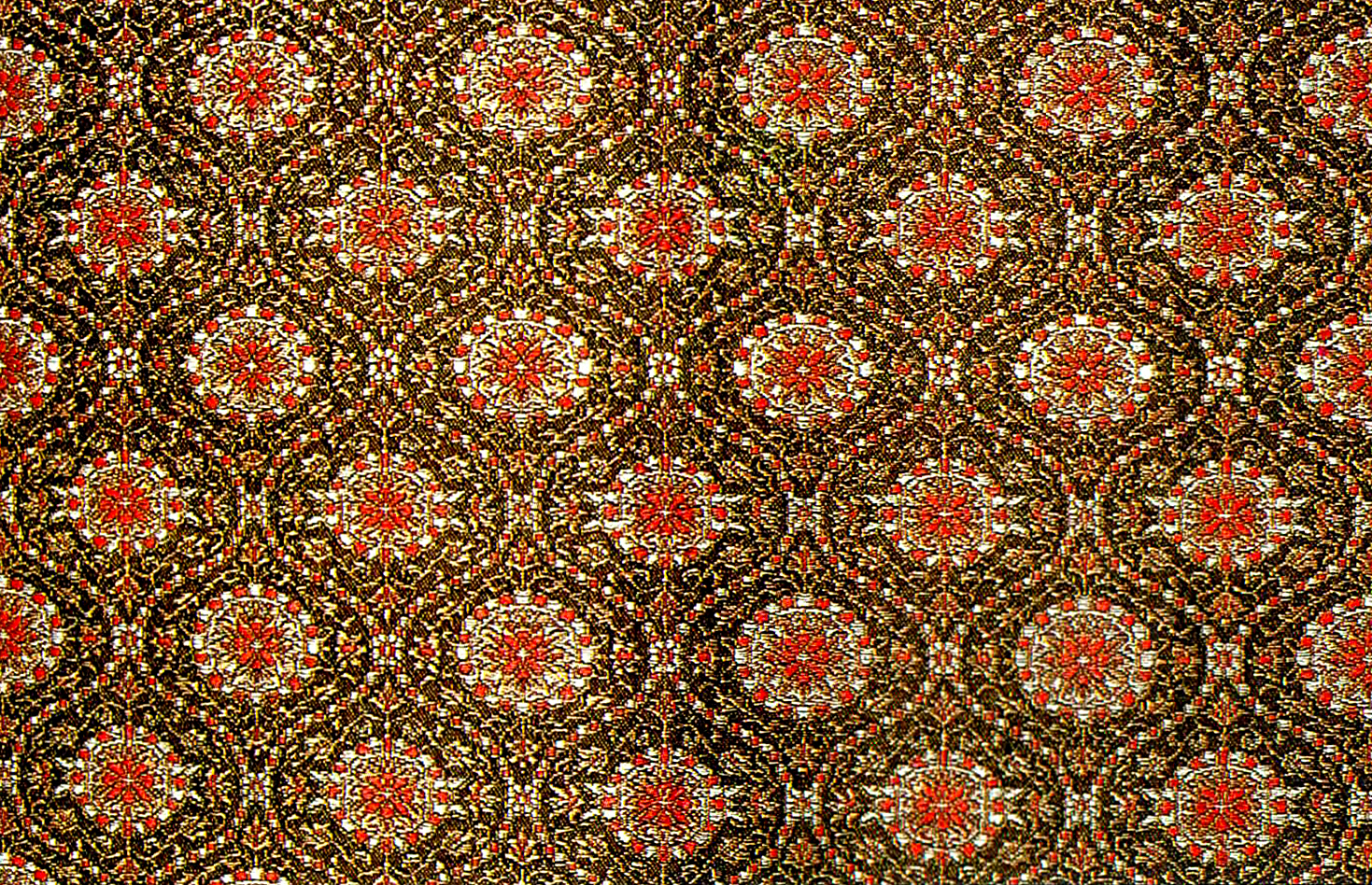
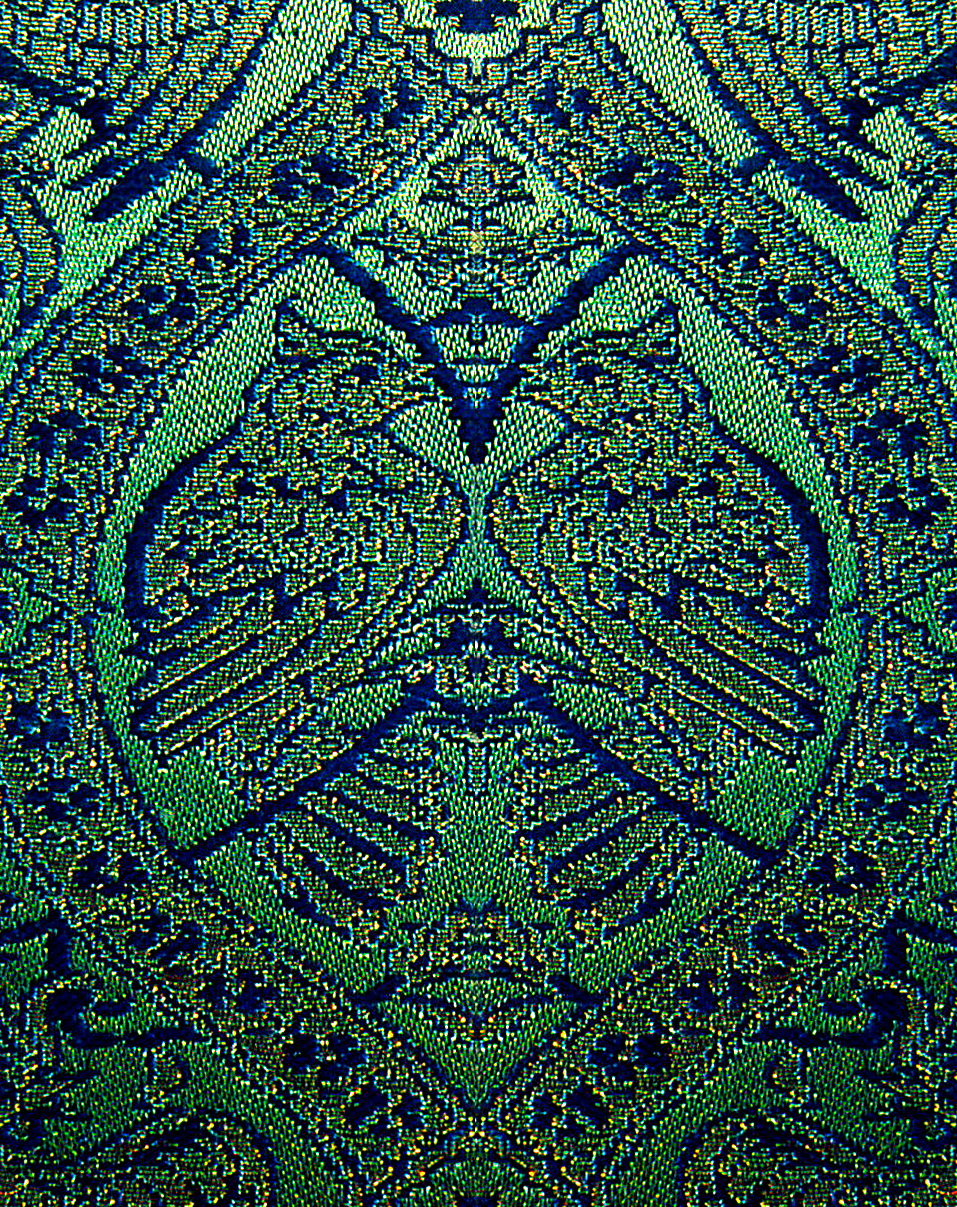
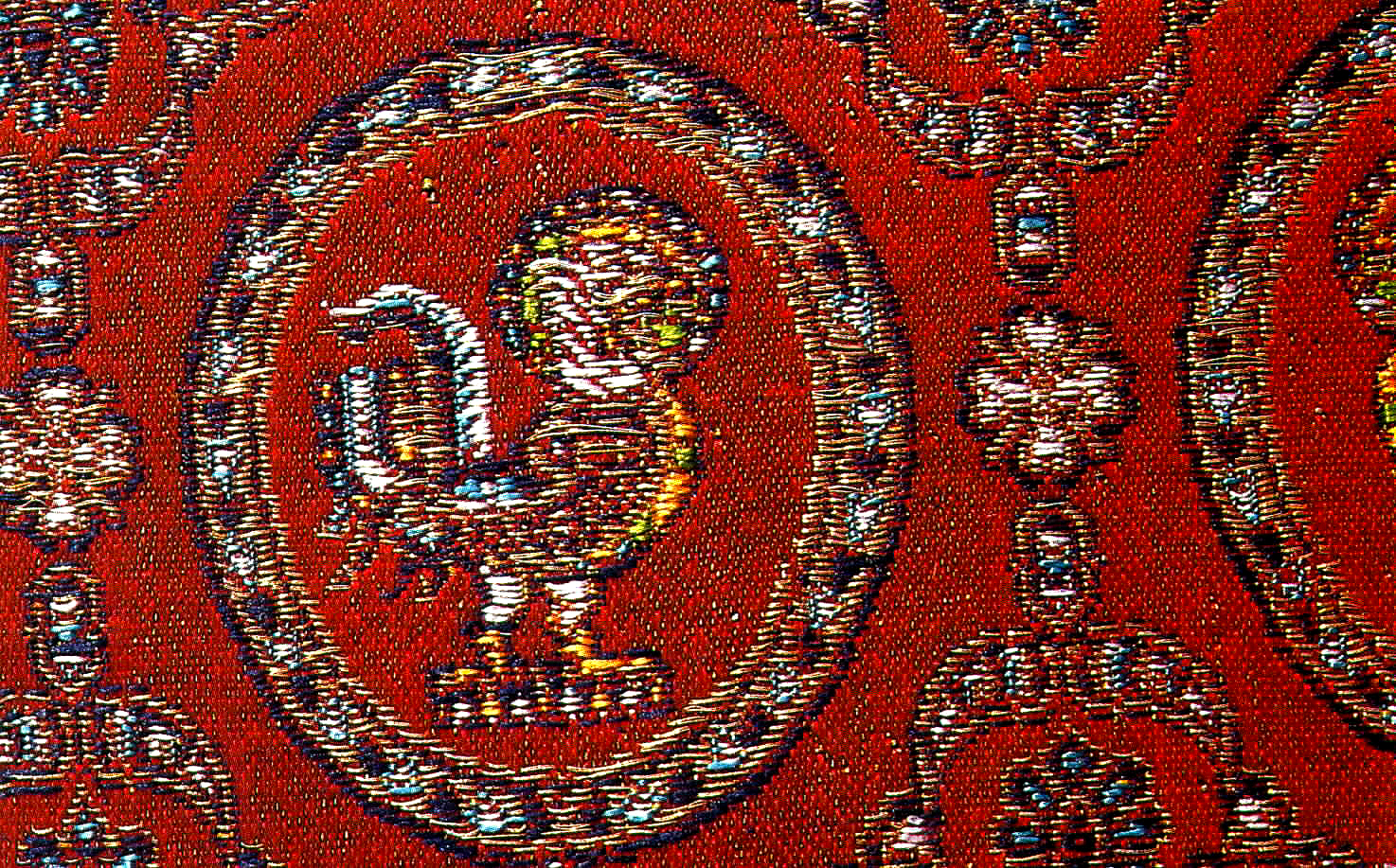
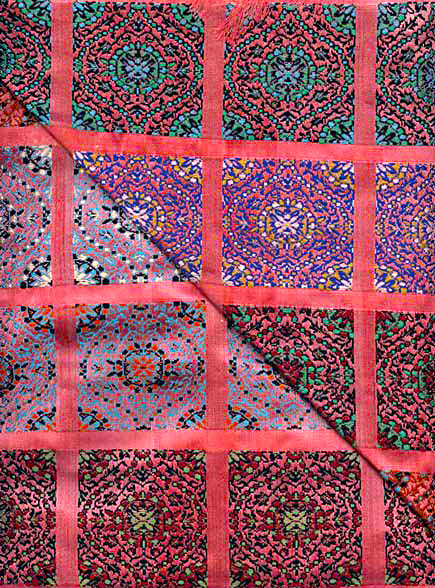
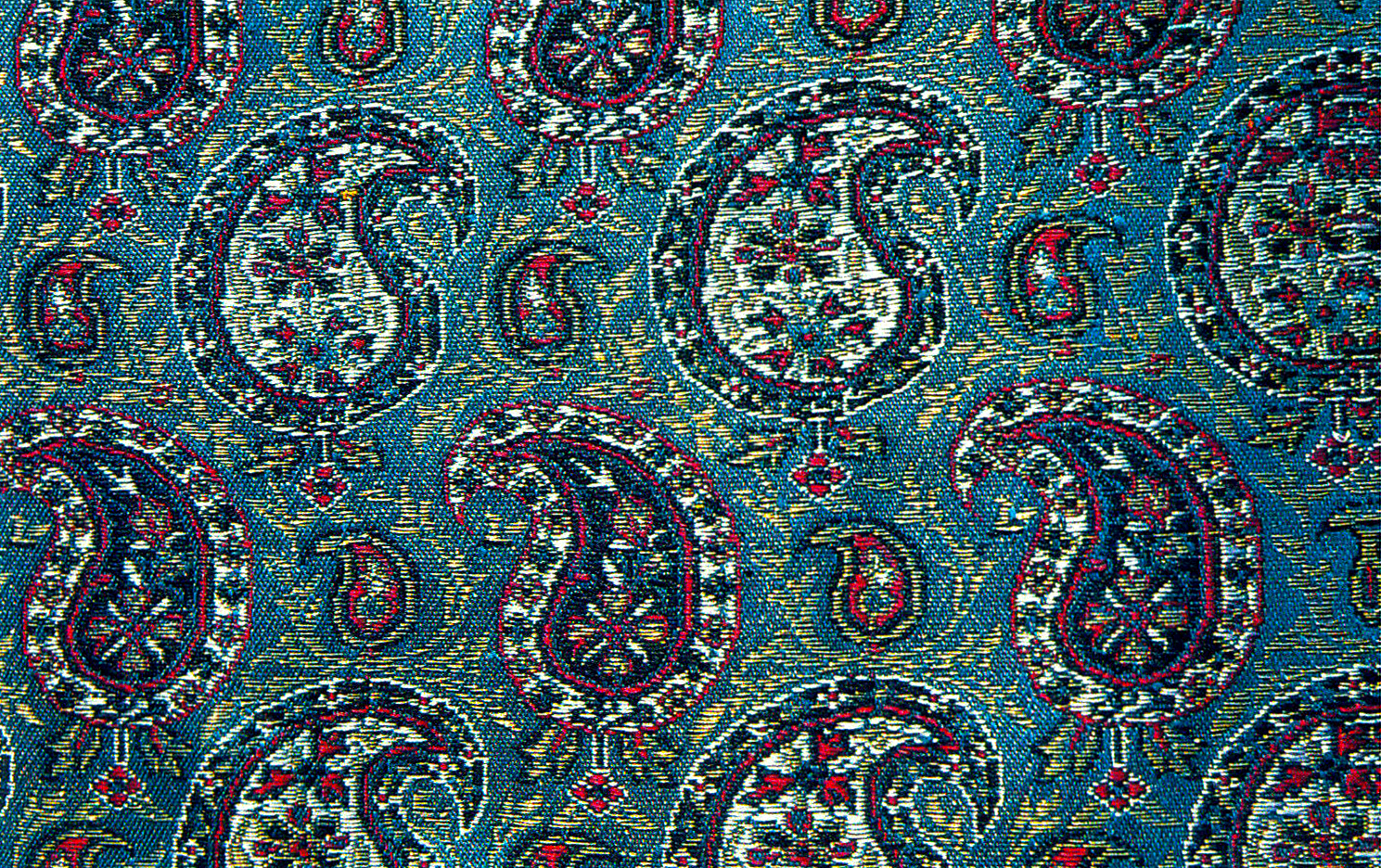